# ماینلینگ
ماینلینگ (به لاتین: Mainling) یک شهر در سطح شهرستان در چین است که در نینگچی واقع شده‌است.